# Oldenlandia
- Commons
- Wikispecies

Oldenlandia L. é um género botânico pertencente à família Rubiaceae.

## Sinonímia
| - Edrastima Raf. - Eionitis Bremek. - Gerontogea Cham. & Schltdl. - Gonotheca Blume ex DC. - Karamyschewia Fisch. & C. A. Mey. | - Listeria Neck. ex Raf. - Mitratheca K. Schum. - Thecagonum Babu - Theyodis A. Rich. |

## Espécies
- Oldenlandia biflora
- Oldenlandia boscii
- Oldenlandia capensis
- Oldenlandia corymbosa
- Oldenlandia diffusa
- Oldenlandia hedyotidea
- Oldenlandia herbacea
- Oldenlandia pterita
- Oldenlandia pumila
- Oldenlandia strigulosa
- Lista completa

## Classificação do gênero
| Sistema | Classificação                      | Referência               |
| ------- | ---------------------------------- | ------------------------ |
| Linné   | Classe Tetrandria, ordem Monogynia | Species plantarum (1753) |